# Miyashiro
Miyashiro (宮代町 Miyashiro-machi?) este un oraș situat în Japonia, în districtul Minami-Saitama al prefecturii Saitama.
1. ↑   (PDF), Geospatial Information Authority of Japan[*], p. 24 https://www.gsi.go.jp/KOKUJYOHO/MENCHO/backnumber/GSI-menseki20210101.pdf Lipsește sau este vid: |title= (ajutor)